# Emil Kübler
Emil Kübler (* 16. April 1909 in Honau, heute Ortsteil der Gemeinde Lichtenstein (Württemberg); † 8. Mai 1981 in Boll)  war ein deutscher Kirchenmusiker.

## Leben
Kübler wurde als Sohn eines Pfarrers geboren. 1910 zieht die neunköpfige Familie nach Basel, wo der Vater Lehrer und Hausvater am Knabenhaus der Basler Mission wird. 1922 wechselt der Vater zurück in den württembergischen Pfarrdienst als Pfarrer in Bergfelden, heute ein Ortsteil von Sulz am Neckar, Emil besucht die Realschule in Sulz und erhält Orgelunterricht. Dann bricht er plötzlich den Schulbesuch ab und beginnt in Les Joux im Berner Jura eine landwirtschaftliche Lehre, die er in Sulz am Neckar, auf einem Hof im Weiler Geroldseck, fortsetzt. In Sulz besucht er auch die landwirtschaftliche Winterschule und den Klavier- und Orgelunterricht und bereitet sich auf die Aufnahmeprüfung für die Musikhochschule vor. Ab 1929 studiert er Klavier und Orgel an der Musikhochschule Stuttgart. In den 1930er Jahren wird er Organist an der Stuttgarter Paul-Gerhardt-Kirche. 1933 heiratet er die aus Bulgarien stammende Chorsängerin Mara; gemeinsam ziehen sie in ein neugebautes Haus nach Musberg.    
Während seines Kriegseinsatzes im Zweiten Weltkrieg verliert er 1942 in Russland seinen rechten Arm. Nach dem Krieg studiert er Kirchenmusik, wieder an der Musikhochschule Stuttgart. Nach dem Studium wird er Bezirkskantor auf den Fildern. Die Orgelliteratur schreibt er so um, dass er sie mit der linken Hand und dem Pedal spielen kann. Bekannt wurde er als Filderkantor vor allem durch die Sauerkrautkantate. 1963 stirbt seine Frau Mara, 1964 heiratet er in Sydney (Australien) Elka, Maras Schwester. Sie leben zunächst in Musberg, ab 1973 in Sydney.
Auch als Lyriker trat er in Erscheinung, er schrieb selbst die Texte seiner Schneekantate und der Sauerkrautkantate sowie die meisten der Gedichte des Zyklus Nacht über weißen Hügeln, den er 1943 vertonte (und der auch im 21. Jahrhundert gelegentlich aufgeführt wird). Für Musberg schrieb er ein Schauspiel zur Geschichte des Dorfes, das auf dem Dorfplatz aufgeführt wurde, für Plattenhardt schrieb er eines über Eduard Mörike, der Pfarrer in Plattenhardt gewesen war. 
In Leinfelden wurde der Emil-Kübler-Weg und im Leinfelden-Echterdinger Ortsteil Musberg das Emil-Kübler-Kinderhaus nach dem Komponisten benannt.

## Werke
Bearbeitung folgender Lieder:
- All Morgen ist ganz frisch und neu
- Der Herr wird ans Licht bringen
- Die güldene Sonne
- Die Schneekantate
- Du, meine Seele, singe
- Ermuntre dich, mein schwacher Geist
- Geh aus, mein Herz, und suche Freud
- Ich weiß, woran ich glaube
- Im Frieden dein, o Herre mein
- Lob Gott getrost mit Singen
- Lobe den Herrn, o meine Seele
- Lobt Gott getrost mit Singen
- Mit Freuden zart zu dieser Fahrt
- Nun schläfet man
- O Heiliger Geist, o Heiliger Geist
- Preis, Lob und Dank sei Gott, dem Herren
- Sauerkrautkantate
- Sei Lob und Ehr dem höchsten Gut
- Singet dem Herrn ein neues Lied
- Singt Jehova neue Lieder
- Treuer Wächter Israel
- Treuer Wächter Israel
- Wenn jemand auch kämpft
- Wie lieblich ist der Maien
- Wir wollen alle fröhlich sein

## Tondokumente
- Schwäbische Sauerkraut-Kantate. LP. Chor der Volkshochschule Stuttgart mit der Filderkantorei.
- Nacht über weissen Hügeln. Liederzyklus nach eigenen Gedichten (1943). Schallplattenverlag Walter Kögler, Stuttgart-Möhringen 57005. LP 25 cm Mono. August Meßthaler, Baß. Am Flügel Wolfgang Dallmann [ca. 1960 ?].